# Gerard Plunkett
Pour les articles homonymes, voir Plunkett.
Gerard Plunkett est un acteur irlandais né le 14 août 1955 à Dublin.

## Filmographie

### Cinéma
- 1979 : Galaxy Express 999 : Dr Ban
- 1992 : Ranma ½ - Film 2 : Rendez-nous nos copines ! : Toristan
- 1992 : Ran la légende verte : Kiba
- 1994 : Le Petit Lapin charmant
- 1994 : Cendrillon
- 1994 : Leo le lion : Roi de la jungle : Cheetah
- 1994 : Pocahontas
- 1994 : L'Histoire de Noël : le vieil âne
- 1994 : A Christmas Carol
- 1995 : Hercule
- 1995 : Alice au pays des merveilles
- 1995 : La Belle au bois dormant
- 1995 : Blanche Neige
- 1995 : Le Prince noir
- 1995 : Le Petit Chaperon rouge
- 1995 : Casse-Noisette
- 1995 : Curly, le petit chien
- 1995 : Le Bonhomme de neige
- 1995 : Heidi
- 1996 : Le Bossu de Notre-Dame
- 1997 : Pièges de diamants : le diamantaire
- 1998 : Mummies Alive! The Legend Begins : Scarab
- 1998 : Le Détonateur : Sir Robert McKintyre
- 1999 : Allô, la police ? : Spinworthy
- 2000 : Lion of Oz : le chêne
- 2000 : À l'aube du sixième jour : un technicien
- 2001 : Cash Express : High Roller
- 2001 : Suddenly Naked : Rod Poker
- 2001 : A Christmas Adventure... From a Book Called Wisely's Tales : le roi lion
- 2003 : Ben-Hur : Ponce Pilate
- 2004 : The Lazarus Child : David Gateskill
- 2004 : Bionicle 2 : Les Légendes de Metru Nui : Turaga Dume
- 2005 : Ark, le dieu robot : Ministre Eserbus
- 2005 : Two for the Money : Herbie
- 2005 : Action Man : M. W
- 2006 : Antartica, prisonniers du froid : Dr Andy Harrison
- 2006 : Des serpents dans l'avion : Paul
- 2007 : La Ronde de nuit : Engelen
- 2009 : 2012 : Isaacs
- 2011 : Sucker Punch : le beau-père
- 2012 : Camera Shy : Bob Sterling
- 2012 : A Christmas Story 2 : Hank Catenhauser
- 2014 : Le Septième Fils : l'inquisiteur

### Télévision
- 1986 : Juliette, je t'aime : Yotsuya (40 épisodes)
- 1988-1990 : The Campbells : Pat Harmon et Richard Maitland (4 épisodes)
- 1989 : Ranma ½ : Toristan
- 1994 : L'As de la crime : Révérend Charles O'Bannen (1 épisode)
- 1994-1996 : Hurricanes (7 épisodes)
- 1995 : Darkstalkers : Klaus Schmendrick (13 épisodes)
- 1995-1996 : Sliders : Les Mondes parallèles : Père Jerry et le conducteur (2 épisodes)
- 1995-1996 : Highlander : Roland Kantos et James Bailey (2 épisodes)
- 1996 : Dragon Ball Z : Scarface (1 épisode)
- 1996 : Le Titanic : le quatrième officier Joseph Boxhall (2 épisodes)
- 1996-1997 : Urmel : Swindleman (26 épisodes)
- 1996-1998 : Viper : Dieter Imhoff et Jules Morak (2 épisodes)
- 1997 : The Sentinel : Adam Latham (1 épisode)
- 1997 : X-Files : Aux frontières du réel : Dr Calderon (2 épisodes)
- 1997-1998 : Stargate SG-1 : le haut conseiller Tuplo et Nem (3 épisodes)
- 1997 : Les Turbo Momies : Scarab, Harris Stone et Ray Sphinx (32 épisodes)
- 1997-2001 : Au-delà du réel : L'aventure continue : Gideon, George et Amiral Birch (3 épisodes)
- 1998 : L'Écho de la peur : Marcus
- 1998 : Cold Squad, brigade spéciale : Gordon Kineally (1 épisode)
- 1998 : Chérie, j'ai rétréci les gosses (1 épisode)
- 1998 : Welcome to Paradox : Carbondale (1 épisode)
- 1998 : The Crow : Doc Connell (1 épisode)
- 1998 : First Wave : Boyd (1 épisode)
- 1998-1999 : RoboCop : Alpha Commando (40 épisodes)
- 1998-2005 : Coroner Da Vinci : le médecin légiste en chef Bob Kelly (72 épisodes)
- 1999 : Les Guerriers de l'ombre : Dr Sarkisian
- 1999 : Destins de femmes : Graham
- 1999-2001 : Sherlock Holmes au 22e siècle : Colonel Ross et voix additionnelles (26 épisodes)
- 1999 : Sabrina (4 épisodes)
- 2000 : L'Invincible : Maximillian Montgomery (1 épisode)
- 2000 : Murder at the Cannes Film Festival : Trevor Hayes
- 2000-2001 : D'Myna Leagues : Radcliff (13 épisodes)
- 2001 : Sept jours pour agir : Geroge Atzerodt (1 épisode)
- 2001-2002 : Aaagh! It's the Mr. Hell Show! : voix additionnelles (12 épisodes)
- 2001-2003 : Andromeda : Bloodmist (4 épisodes)
- 2003 : Dead Zone : Dr Lawrence (1 épisode)
- 2003 : Cyclones : Dr Raymond Ardmore
- 2004 : The Chris Isaak Show : Rudd (1 épisode)
- 2004 : Kingdom Hospital : Dr Richard Shwartzton (7 épisodes)
- 2005 : Dragon Booster : Armeggaddon (1 épisode)
- 2005-2006 : Da Vinci's City Hall : le médecin légiste en chef Bob Kelly (5 épisodes)
- 2006 : Les Maîtres de l'horreur : Dr Hauser (1 épisode)
- 2007 : Smallville : Dr Donovan Jamison (2 épisodes)
- 2007 : Intelligence : Gordon Evans (6 épisodes)
- 2009 : Fear Itself : Dr Wolfram (1 épisode)
- 2009 : Opération CHAOS : Terrence Young (2 épisodes)
- 2009-2012 : Fringe : Sénateur James Van Horn (4 épisodes)
- 2010 : Un si bel inconnu : Jacques
- 2011 : Chaos : Gunther Voight (1 épisode)
- 2011 : Psych : Enquêteur malgré lui : Dr Elliot (1 épisode)
- 2011 : Sanctuary : Fordis (1 épisode)
- 2012 : Big Time Movie : Duc de Bath
- 2012 : Supernatural : Plutus (1 épisode)
- 2013 : The Killing : un détective (1 épisode)
- 2014 : Le Mariage de ses rêves : Richard Blackwell
- 2015 : Backstrom : Leyland Eaton (1 épisode)
- 2016 : La Boutique des secrets : Professeur Myles Fowler (1 épisode)
- 2016 : The Romeo Section : Charlie Cormack (4 épisodes)
- 2016-2017 : Les Voyageurs du temps : Ted Bishop (2 épisodes)
- 2018 : iZombie : Guerra (1 épisode)
- 2018 : Legends of Tomorrow : Révérend Parsons (1 épisode)
- 2019 : Unspeakable : Dr M. Baldwin (1 épisode)
- 2019 : The Terror : Dr Shaw (1 épisode)
- 2020 : A Million Little Things : Révérend Stewart (5 épisodes)